# Лизег
Лизег (фр. Luzège) је река у Француској. Дуга је 64 km. Улива се у Дордоњу. 